# Claude Lancaster
Claude Granville Lancaster (30 août 1899 - 25 juillet 1977, Londres), est un militaire et homme politique britannique.

## Biographie
Petit-fils de John Lancaster (en), il suit ses études à Eton College et à l'Académie royale militaire de Sandhurst.
Il suit la carrière militaire et atteint le grade de colonel.
Il est membre de la Chambre des communes de 1938 à 1970.
Il épouse Nancy Lancaster en 1948. Nancy a été mariée avec Henry Marshall Field et Ronald Tree.

## Sources
- (en) Cet article est partiellement ou en totalité issu de l’article de Wikipédia en anglais intitulé « Claude Lancaster » (voir la liste des auteurs).